# Palacio Irarrázabal
El palacio Irarrázabal o el palacio Círculo Español es un antiguo palacio residencial ubicado en Santiago de Chile y actual sede del centro social Círculo Español de Santiago. Fue diseñado por el arquitecto chileno Alberto Cruz Montt para la familia Irarrázabal Fernández en 1906.
Es un edificio de dos pisos y mansarda, construido entre medianeras. Destaca por su noble fachada academicista destacándose su patio de acceso. Cabe destacar que Cruz Montt fue un gran exponente de la arquitectura de estilo francés en Chile.
Actualmente funciona en él el Círculo Español con un restaurante de cocina internacional, y un centro de eventos, muy solicitado para celebrar matrimonios. El Círculo Español está ubicado en la avenida Bernardo O'Higgins, 1550.

## Historia

### Fundación del Círculo Español
El Círculo Español de Santiago se fundó el 1 de febrero de 1880 por la comunidad española de Santiago. Su primer presidente fue Benito García Fernández. En 1940 el centro social se mudó al palacio Irarrázabal donde reside actualmente.

### Adquisición del inmueble
El palacio fue adquirido por el Círculo Español de Santiago de Chile en 1940, representado por su presidente el empresario forestal Miguel Lacámara Bazo originario de Villoslada de Cameros, La Rioja, España. Lacámara Bazo emigró a Chile en 1917, proyectándose como un importante miembro de la colectividad española en Chile. Para la compra comprometió su propio patrimonio y gestionó todas las transformaciones y alojamientos que transformaron el palacio en el centro social de la colonia española de Santiago. 
La reforma del edificio para uso del Círculo Español fue encargada al arquitecto Juan Martínez.
En 1958 Miguel Lacámara compró el edificio aledaño en la esquina de San Ignacio con Alameda conocido como el Palacio Ochagavía y lo unió con el Palacio Irarrázaval. Falleció en Santiago en 1976.